# Jozef Kukučka
Jozef Kukučka (né le 13 mars 1957 à l'époque en Tchécoslovaquie et aujourd'hui en Slovaquie) est un footballeur slovaque (international tchécoslovaque) qui évoluait au poste de défenseur.

## Biographie

### Carrière en club
Jozef Kukučka joue en faveur du Plastika Nitra, du Rudá Hvězda Cheb, du Bohemians Prague, et enfin du Považská Bystrica.
Il dispute 165 matchs en première division tchécoslovaque, inscrivant 7 buts. Il se classe deuxième du championnat lors de la saison 1984-1985 avec le Bohemians Prague.
Il dispute également sept matchs en Coupe de l'UEFA.

### Carrière en sélection
Jozef Kukučka reçoit sept sélections en équipe de Tchécoslovaquie entre 1981 et 1985, sans inscrire de but.
Il joue son premier match en équipe nationale le 11 novembre 1981, en amical contre l'Argentine (match nul 1-1 à Buenos Aires).
Il figure dans le groupe des sélectionnés lors de la Coupe du monde de 1982. Lors du mondial organisé en Espagne, il joue un match contre le Koweït.
Il dispute ensuite deux matchs, contre Malte et l'Allemagne, rentrant dans le cadre des éliminatoires du mondial 1986.

## Palmarès
| Plastika Nitra - Coupe de Tchécoslovaquie : - Finaliste : 1982-83. |  | Bohemians Prague - Championnat de Tchécoslovaquie : - Vice-champion : 1984-85. |